# Xanthorhoe defasciata
Xanthorhoe defasciata là một loài bướm đêm trong họ Geometridae.